# Melinci
Melinci é uma vila localizada no município de Beltinci na Eslovênia. Possuía uma população estimada de 741 habitantes em 2020.